# Le Voleur de savonnettes
Pour plus de détails, voir Fiche technique et Distribution.
Le Voleur de savonnettes (Ladri di saponette) est un film italien réalisé par Maurizio Nichetti, sorti en 1989.

## Synopsis
Le réalisateur Maurizio Nichetti vient présenter à la télévision le film classique Le Voleur de savonnettes (équivalent du Le Voleur de bicyclette). Il est horrifié de voir le film sans cesse interrompu par des publicités criardes. Petit à petit, les films et les publicités se mélangent, créant un nouveau film. Nichetti va devoir entrer dans le film pour remettre les choses à leur place.

## Fiche technique
- Titre : Le Voleur de savonnettes
- Titre original : Ladri di saponette
- Réalisation : Maurizio Nichetti
- Scénario : Maurizio Nichetti et Mauro Monti
- Photographie : Mario Battistoni
- Musique : Manuel De Sica
- Pays d'origine : Italie
- Format : 35 mm - Couleur - 1,85:1 - Stéréo (RCA Sound Recording) - Rapport de forme : 1.85 : 1 - Procédé cinématographique : spherical
- Genre : comédie et fantastique
- Durée : 94 minutes (2 329 m en Allemagne)
- Dates de sortie :
  - Italie : 16 février 1989
  - France : 13 décembre 1989

## Distribution
- Maurizio Nichetti : Lui-même / Antonio Piermattei
- Caterina Sylos Labini : Maria Piermattei
- Federico Rizzo : Bruno Piermattei
- Renato Scarpa : Don Italo
- Ernesto Calindri : Lui-même
- Valeria Cavalli

## Récompense
- Festival international du film de Moscou 1989 : Grand Prix